# Tell Fekheriye
Tell Fekheriye è un sito archeologico siriano. Anche se in molti credono sia identificabile con la città assira di 
Sikannu, è possibile che possa trattarsi in realtà della città di Waššukanni, capitale del regno di Mitanni.
In questa località è stata identificata una statua regale ed un'iscrizione biligue, attribuibile alla metà del IX secolo a.C. al sovrano locale Adadit'i. Il testo, in lingua aramaica e assira, tratta della salita al trono del re (mlk) di Sikannu e della vicina Guzana (oggi Tell Halaf), benché nella versione assira venga utilizzato il termine di governatore (šaknu). Alcuni particolari del testo e l'iconografia della statua farebbero pensare ad un piccolo stato aramaico sotto influenza assira: per questa ragione si è creduto di identificare il tell con l'antica città neoassira.
Il sito è stato scavato da alcune missioni archeologiche, che intendevano appurare se vi fosse localizzata la capitale mitannica; tuttavia non è stata ancora fornita una prova epigrafica dell'individuazione. La città è molto grande, e mostra una cinta di mura la cui origine sarebbe da attribuire al Bronzo Medio. Gli scavi hanno provato l'assenza di una stratificazione anteriore all'età mitannica, forse ulteriore prova dell'identificazione con Waššukanni, che infatti sarebbe stata costruita ex novo; gli strati di quest'epoca però sono immersi nella falda acquifera della sorgente del Khabur, e ciò non ha permesso un completamento delle indagini archeologiche. In età medioassira la città avrebbe ospitato un palazzo e numerosi archivi.